# Olibrus norvegicus
Olibrus norvegicus là một loài bọ cánh cứng trong họ Phalacridae. Loài này được Münster miêu tả khoa học năm 1901.